# Tinea
Tinea är ett släkte av fjärilar som beskrevs av Carl von Linné 1758. Tinea ingår i familjen äkta malar.

## Bildgalleri

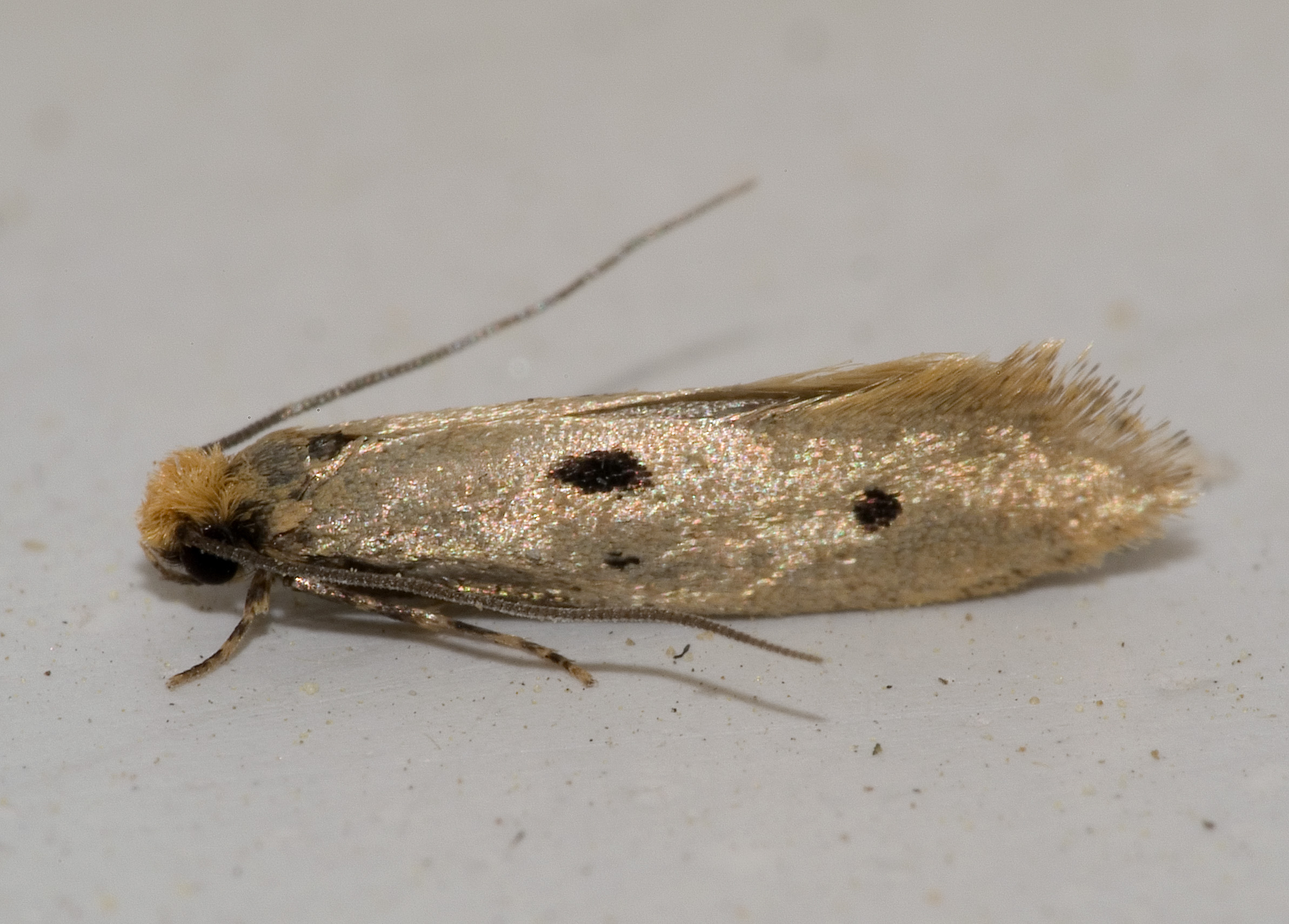
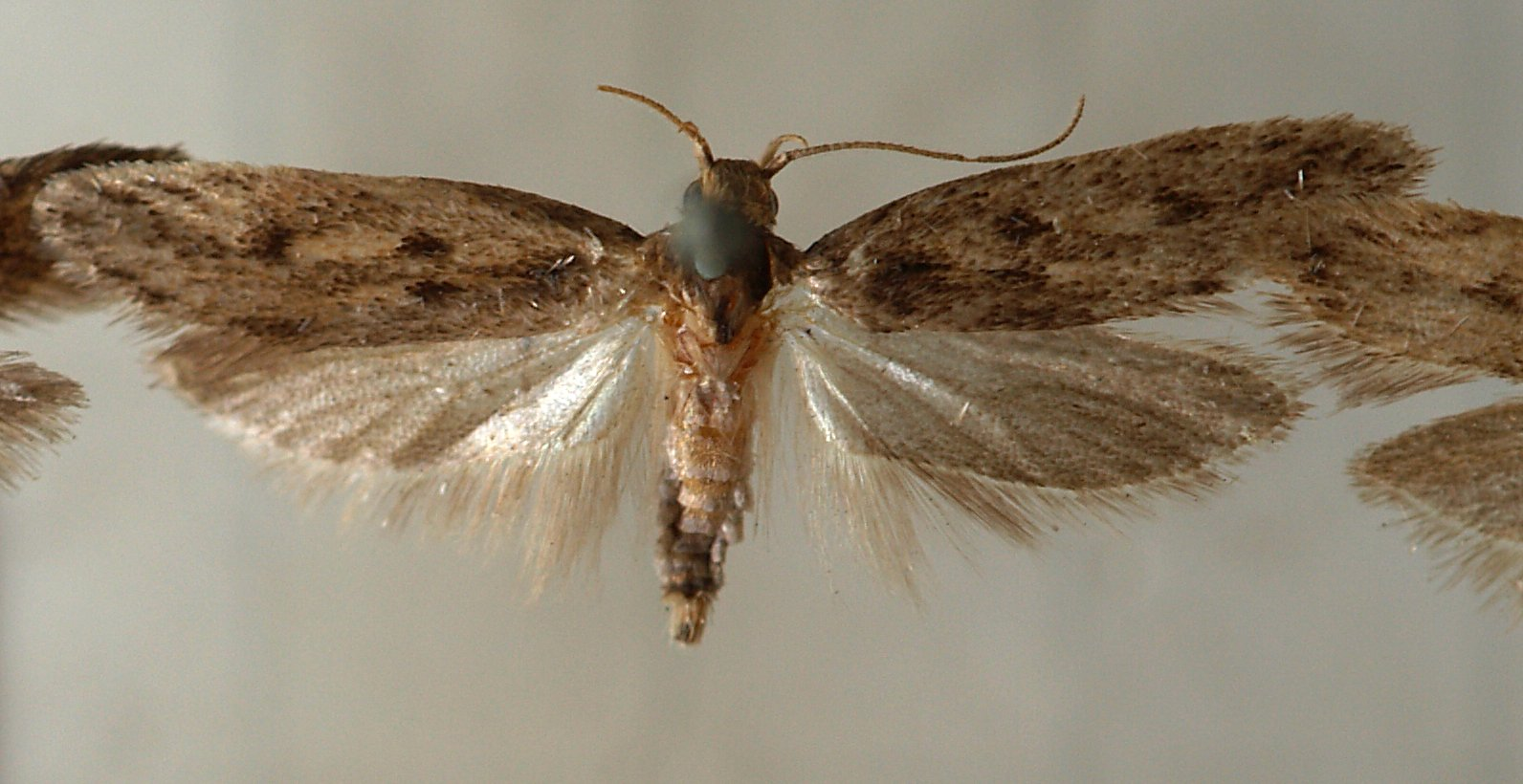
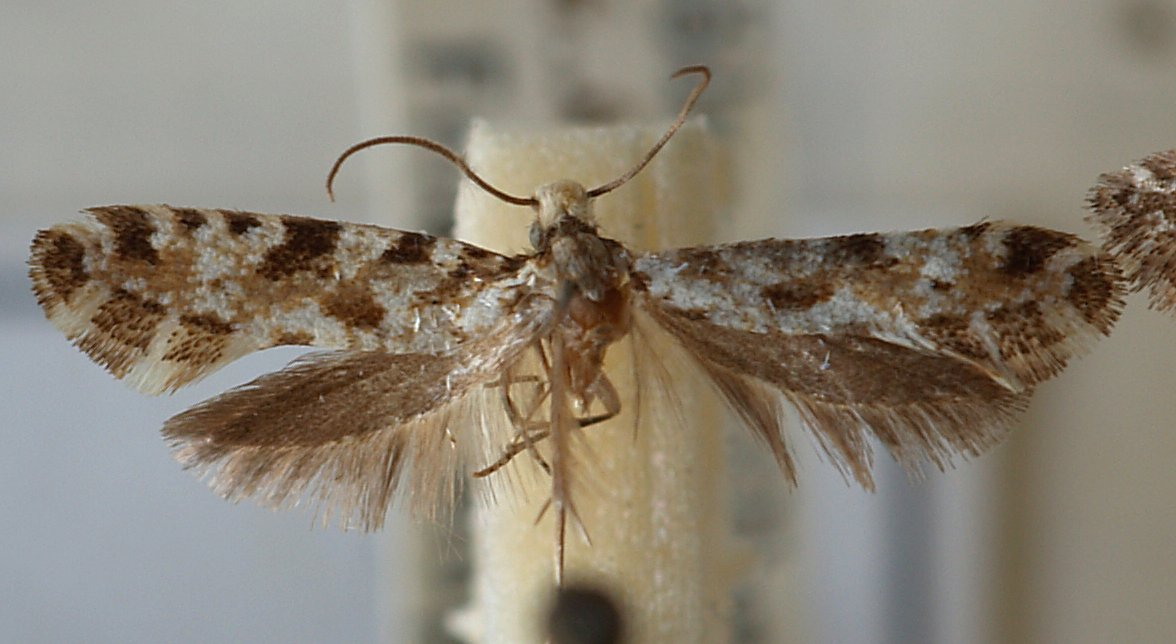
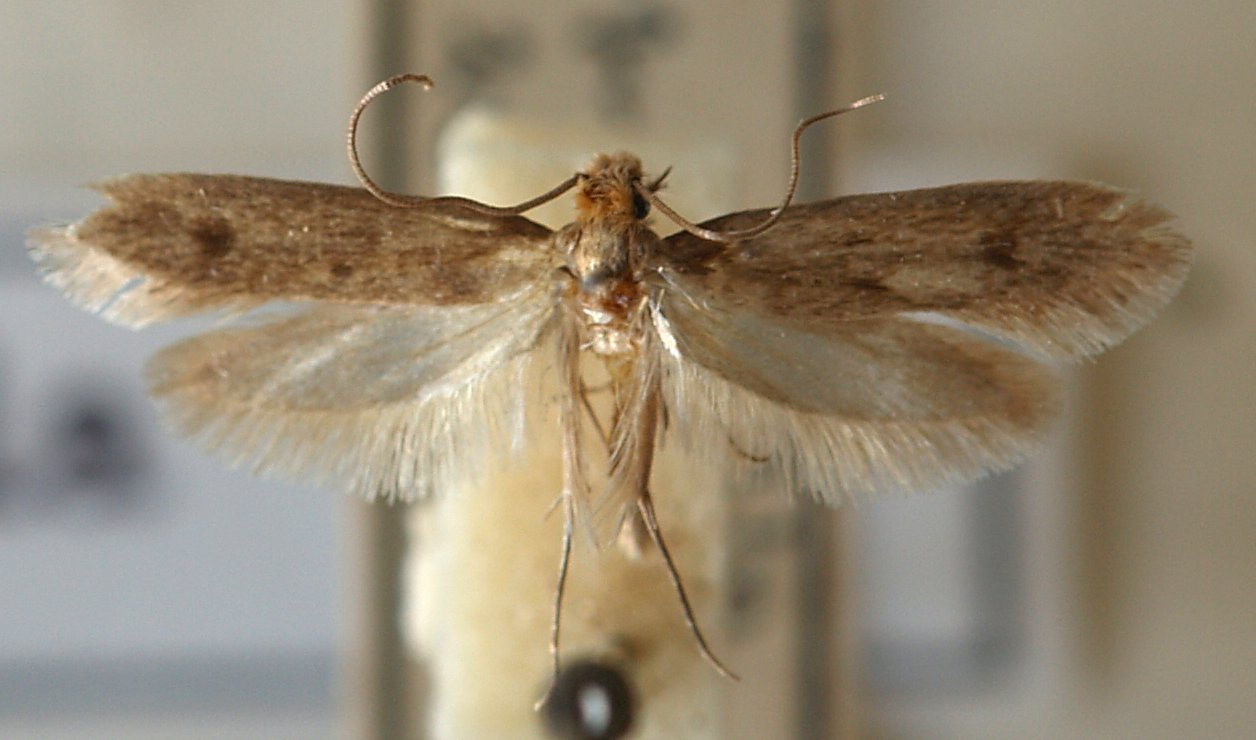
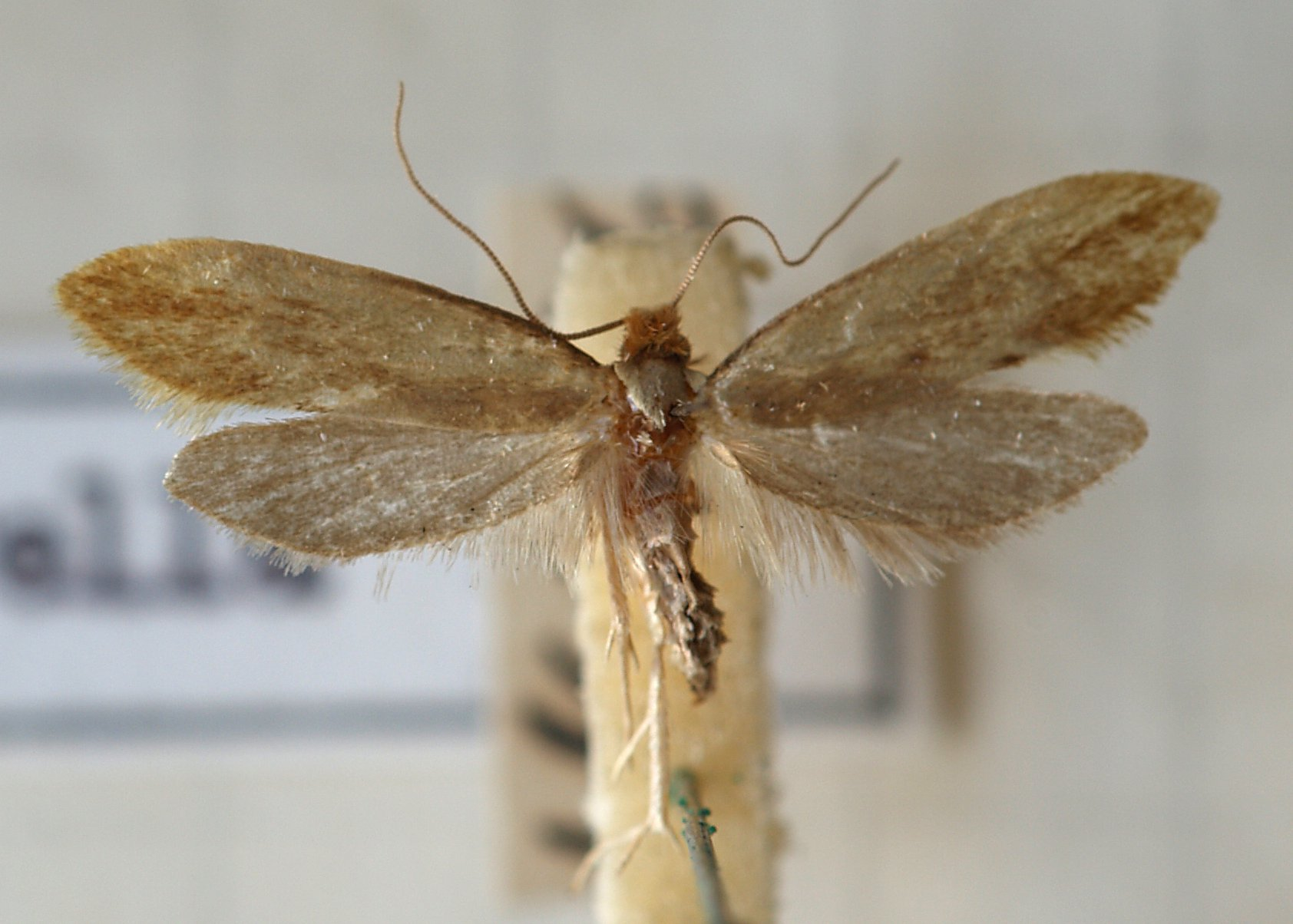

## Dottertaxa tillTinea, i alfabetisk ordning[1][2]
- Tinea abactella
- Tinea accusatrix
- Tinea aetherea
- Tinea allomella
- Tinea amphitrite
- Tinea analytica
- Tinea antricola
- Tinea apicimaculella
- Tinea argodelta
- Tinea argyrocentra
- Tinea armifera
- Tinea astraea
- Tinea atmogramma
- Tinea auromaculata
- Tinea basifasciella
- Tinea behrensella
- Tinea belonota
- Tinea bivirgella
- Tinea borboropis
- Tinea bothniella
- Tinea caducella
- Tinea caerula
- Tinea calycodes
- Tinea camisardella
- Tinea carnariella
- Tinea catalytica
- Tinea cerinopa
- Tinea chaotica
- Tinea charmatica
- Tinea cherota
- Tinea chloroceros
- Tinea chlorospora
- Tinea cirrhoceros
- Tinea columbariella
- Tinea conchylitis
- Tinea conferta
- Tinea conspecta
- Tinea coracopis
- Tinea coronata
- Tinea corynephora
- Tinea cretella
- Tinea croceoverticella
- Tinea croniopa
- Tinea culminicola
- Tinea cumulatella
- Tinea dicharacta
- Tinea dissimilis
- Tinea dividua
- Tinea drymonoma
- Tinea dubiella
- Tinea encausta
- Tinea enchytopa
- Tinea eriochrysa
- Tinea extracta
- Tinea fagicola
- Tinea familiaris
- Tinea fictrix
- Tinea flavescentella
- Tinea flavofimbriella
- Tinea flectella
- Tinea frontestrigata
- Tinea furcillata
- Tinea godmani
- Tinea grumella
- Tinea gypsomicta
- Tinea hongorella
- Tinea improvisa
- Tinea insignata
- Tinea irrepta
- Tinea irrita
- Tinea isodonta
- Tinea lanella
- Tinea latipennella
- Tinea leptocirrha
- Tinea limenitis
- Tinea mandarinella
- Tinea margaritis
- Tinea melancholica
- Tinea melanoptycha
- Tinea mellitacta
- Tinea messalina
- Tinea metathyris
- Tinea microphthalma
- Tinea milichopa
- Tinea minutella
- Tinea misceella
- Tinea mochlota
- Tinea mongolinella
- Tinea montezuma
- Tinea munita
- Tinea murariella
- Tinea muricata
- Tinea nesiastis
- Tinea nigriceps
- Tinea nigripalpis
- Tinea nigrofasciata
- Tinea niveocapitella
- Tinea nocticolor
- Tinea occidentella
- Tinea omichlopis
- Tinea ostiaria
- Tinea pagiducha
- Tinea pallescentella
- Tinea paralonoma
- Tinea pellionella
- Tinea pentametra
- Tinea perisepta
- Tinea peristilpna
- Tinea phaedropis
- Tinea phaeonephela
- Tinea pherauges
- Tinea poecilella
- Tinea porphyropa
- Tinea porphyrota
- Tinea prensoria
- Tinea protothrinca
- Tinea roesleri
- Tinea rostrata
- Tinea rufescentella
- Tinea saltatrix
- Tinea scrutatricella
- Tinea semifulvella
- Tinea semifulvelloides
- Tinea sequens
- Tinea sindonia
- Tinea solenobiella
- Tinea sphenocosma
- Tinea spilocoma
- Tinea spinizona
- Tinea sporoptera
- Tinea squalida
- Tinea steueri
- Tinea straminiella
- Tinea strophiota
- Tinea subalbidella
- Tinea subcuprea
- Tinea sulfurata
- Tinea svenssoni
- Tinea taedia
- Tinea texta
- Tinea thoracestrigella
- Tinea translucens
- Tinea tridectis
- Tinea trinotella
- Tinea trochaea
- Tinea unomaculella
- Tinea xanthosomella
- Tinea xanthostictella
- Tinea xenodes
- Tinea zalocoma